# Ốc sên đen
Ốc sên đen con được gọi là ốc sên đen châu Âu, hoặc ốc sên đen lớn(Danh pháp khoa học: Arion ater) là một loài sên lớn trong họ Arionidae

## Phân bố
Loài này được tìm thấy ở Bắc Âu (bao gồm cả Anh) và Tây Bắc Thái Bình Dương.
- Vương quốc Anh
- Ai-len
- Đức[4]
- Newfoundland[5]
- Newfoundland
- Scandinavia
- British Columbia, Canada
- Washington và các bang Oregon, Hoa Kỳ
- Gerês, Bồ Đào Nha
- Ý

## Hình ảnh

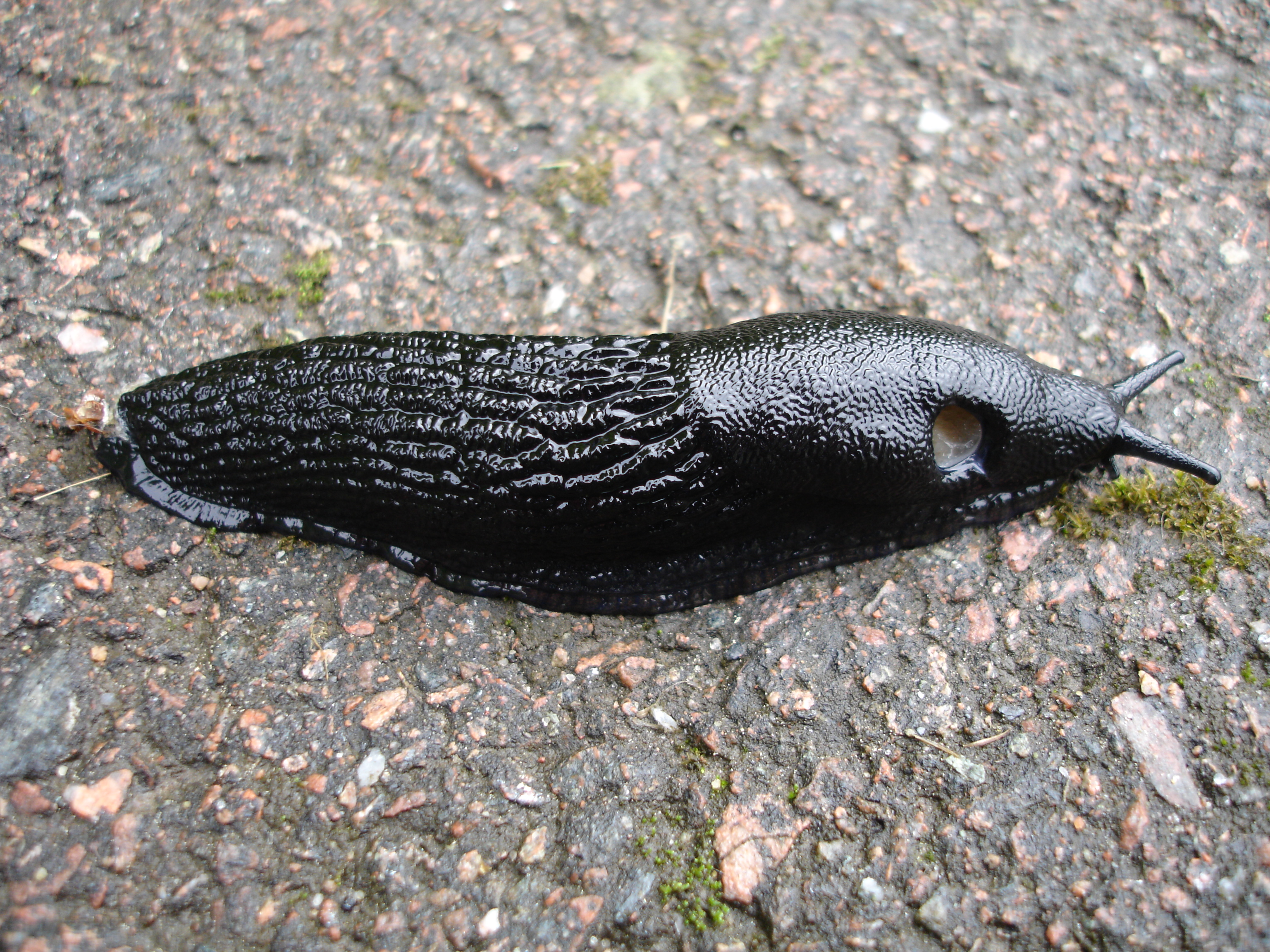
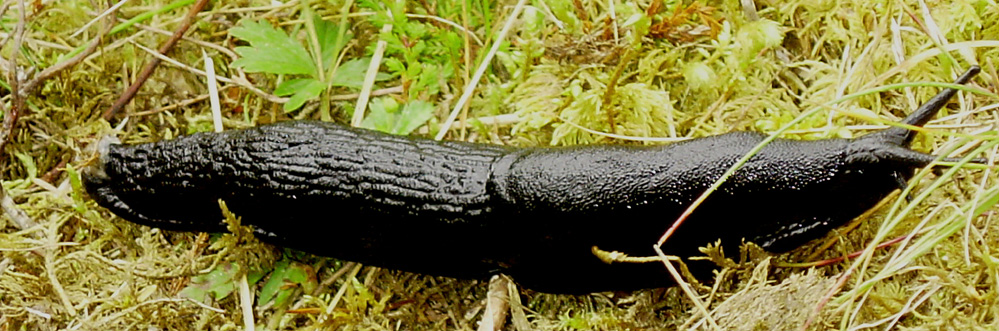
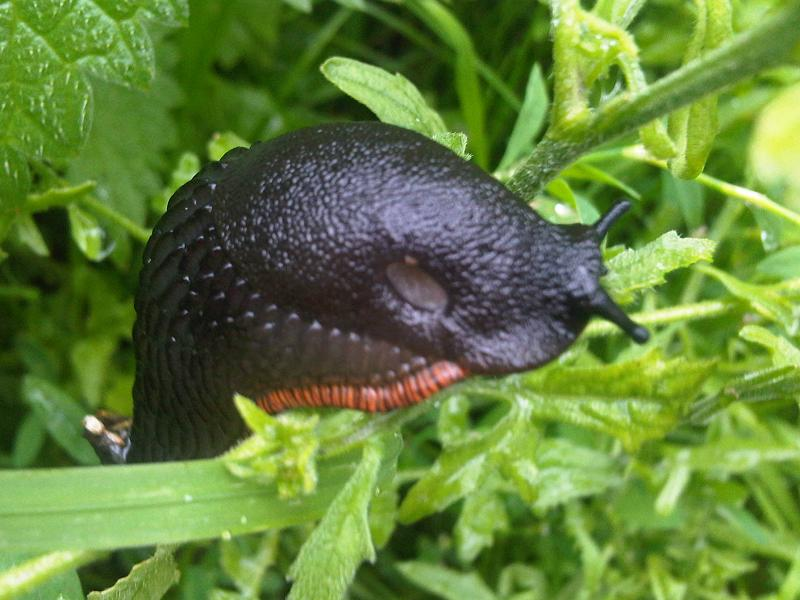
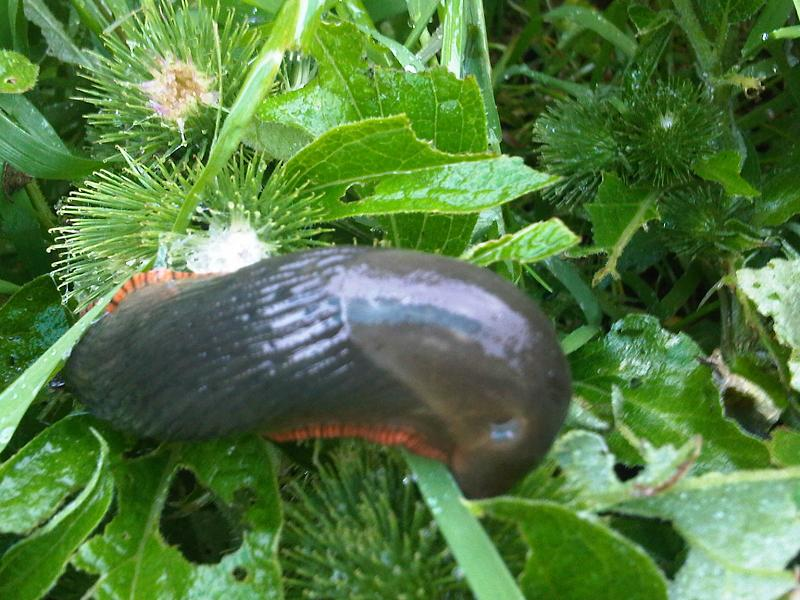
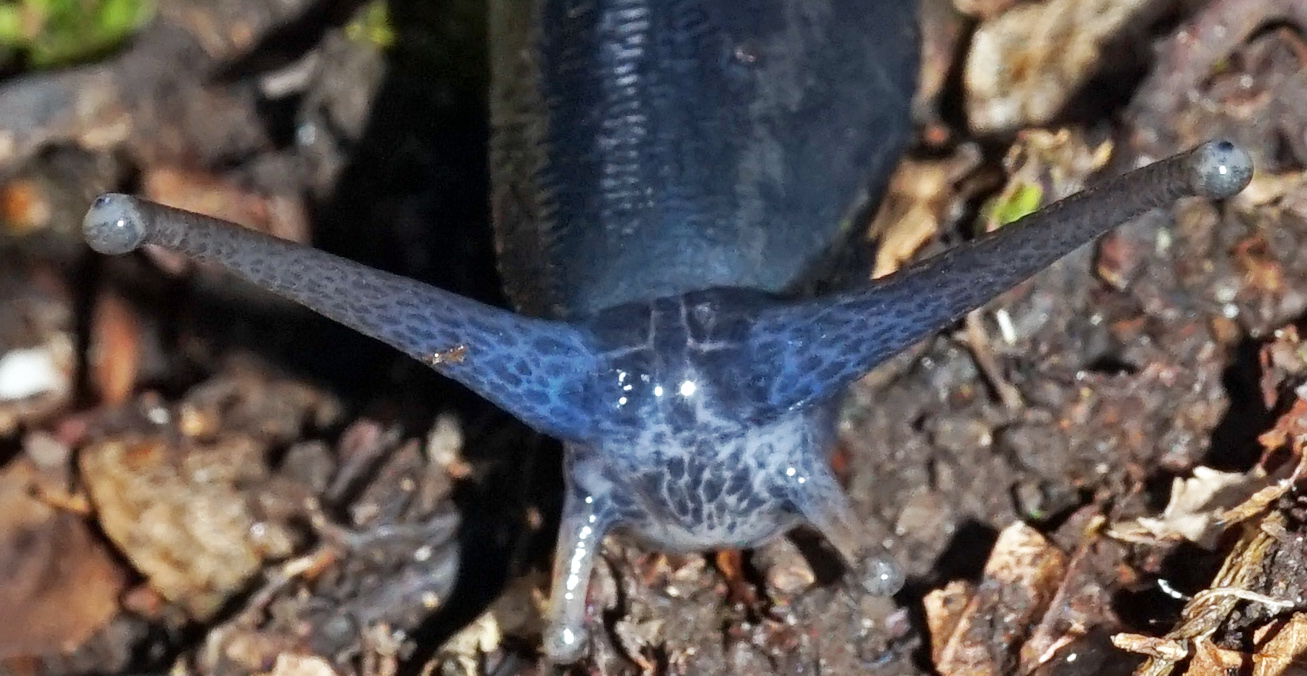